# Distrito de Chhindwara
Chhindwara (en hindi; छिन्दवाड़ा जिला) es un distrito de la India en el estado de Madhya Pradesh. Código ISO: IN.MP.CN.
Comprende una superficie de 11 815 km².
El centro administrativo es la ciudad de Chhindwara.

## Demografía
Según censo 2011 contaba con una población total de 2 090 306 habitantes, de los cuales 1 027 004 eran mujeres y 1 063 302 varones.

## Divisiones
El distrito está dividido en 13 tehsils:
1. Amarwara
2. Bicchua
3. Chand
4. Chhindwara
5. Chourai
6. Harrai
7. Junnardeo
8. Mohkhed
9. Pandhurna
10. Parasia
11. Sausar
12. Tamia
13. Umreth

## Localidades
- Ambada
- Bhamodi
- Dighawani
- Iklehra
- Jamai